# Greendale (Misuri)
Greendale es una ciudad ubicada en el condado de San Luis en el estado estadounidense de Misuri. En el Censo de 2010 tenía una población de 651 habitantes y una densidad poblacional de 1.226,11 personas por km².

## Geografía
Greendale se encuentra ubicada en las coordenadas 38°41′38″N 90°18′45″O / 38.69389, -90.31250. Según la Oficina del Censo de los Estados Unidos, Greendale tiene una superficie total de 0.53 km², de la cual 0.53 km² corresponden a tierra firme y (0%) 0 km² es agua.

## Demografía
Según el censo de 2010, había 651 personas residiendo en Greendale. La densidad de población era de 1.226,11 hab./km². De los 651 habitantes, Greendale estaba compuesto por el 27.96% blancos, el 68.51% eran afroamericanos, el 0% eran amerindios, el 0.77% eran asiáticos, el 0% eran isleños del Pacífico, el 0.92% eran de otras razas y el 1.84% pertenecían a dos o más razas. Del total de la población el 1.84% eran hispanos o latinos de cualquier raza.